# Caledoniscincus atropunctatus
Caledoniscincus atropunctatus — вид сцинкоподібних ящірок родини сцинкових (Scincidae). Ендемік Нової Каледонії.

## Поширення і екологія
Caledoniscincus atropunctatus мешкають на островах Нова Каледонія, Белеп, Пен, Луайоте та на сусідніх островах. Вони живуть в різноманітних природних середовищах, зокрема в прибережних заростях, вологих рівнинних і гірських тропічних лісах та в склерофільних лісах, трапляються в садах. Зустрічаються на висоті до 1000 м над рівнем моря. Ведуть денний, наземний спосіб життя, ховаються в лісовій підстилці, шукають їжу і гріються на сонячних галявинах.